# Saint-Boingt
Saint-Boingt är en kommun i departementet Meurthe-et-Moselle i regionen Grand Est (tidigare regionen Lorraine) i nordöstra Frankrike. Kommunen ligger i kantonen Bayon som tillhör arrondissementet Lunéville. År 2022 hade Saint-Boingt 74 invånare.

## Befolkningsutveckling
Antalet invånare i kommunen Saint-Boingt
| Referens: INSEE |